# Ciudades provinciales de la República de China
En la República de China (Taiwán), la ciudad provincial (en chino tradicional, 省轄市; pinyin, shěngxiáshì), también conocida simplemente como ciudad (en chino tradicional, 市; pinyin, shì) es una subdivisión administrativa de primer nivel.

## Jerarquía
En la jerarquía de los organismos autónomos, se ubica en el primer nivel, en el mismo rango que el municipio especial y el condado.
Cada ciudad provincial se divide en distritos.

## Lista de las ciudades provinciales
Actualmente hay tres ciudades provinciales:
- Chiayi
- Hsinchu
- Keelung

## Organización
Cada ciudad provincial está representada por un consejo y un ejecutivo.
El consejo, responsable de las actividades legislativas de la ciudad provincial, está compuesto por miembros elegidos por un período renovable de cuatro años.
El ejecutivo, responsable de las actividades administrativas de la ciudad provincial, está representado por un alcalde, elegido para un mandato de cuatro años renovables una vez.